# Sentier de grande randonnée 7
Le sentier de grande randonnée 7 (GR 7) suit approximativement la ligne de partage des eaux qui sépare le versant mer Méditerranée du versant mer du Nord-Manche-Atlantique.
Il prend naissance au Ballon d'Alsace (Massif des Vosges), où il rejoint le GR5, puis passe au Ballon de Servance, dont il suit les contreforts en direction de l'Ouest, avant de prendre la direction de Dijon (Côte-d'Or), Saint-Chamond (Loire), Lodève (Hérault), et Andorre-la-Vieille (Andorre). Il se poursuit ensuite en Espagne jusqu'à Tarifa près de Gibraltar. Il est créé sur l'idée de Paul Cabouat, alors vice-président du Comité national des sentiers de grande randonnée en 1972.
Il se confond avec le sentier européen E4 en région Occitanie.

## Les étapes en France

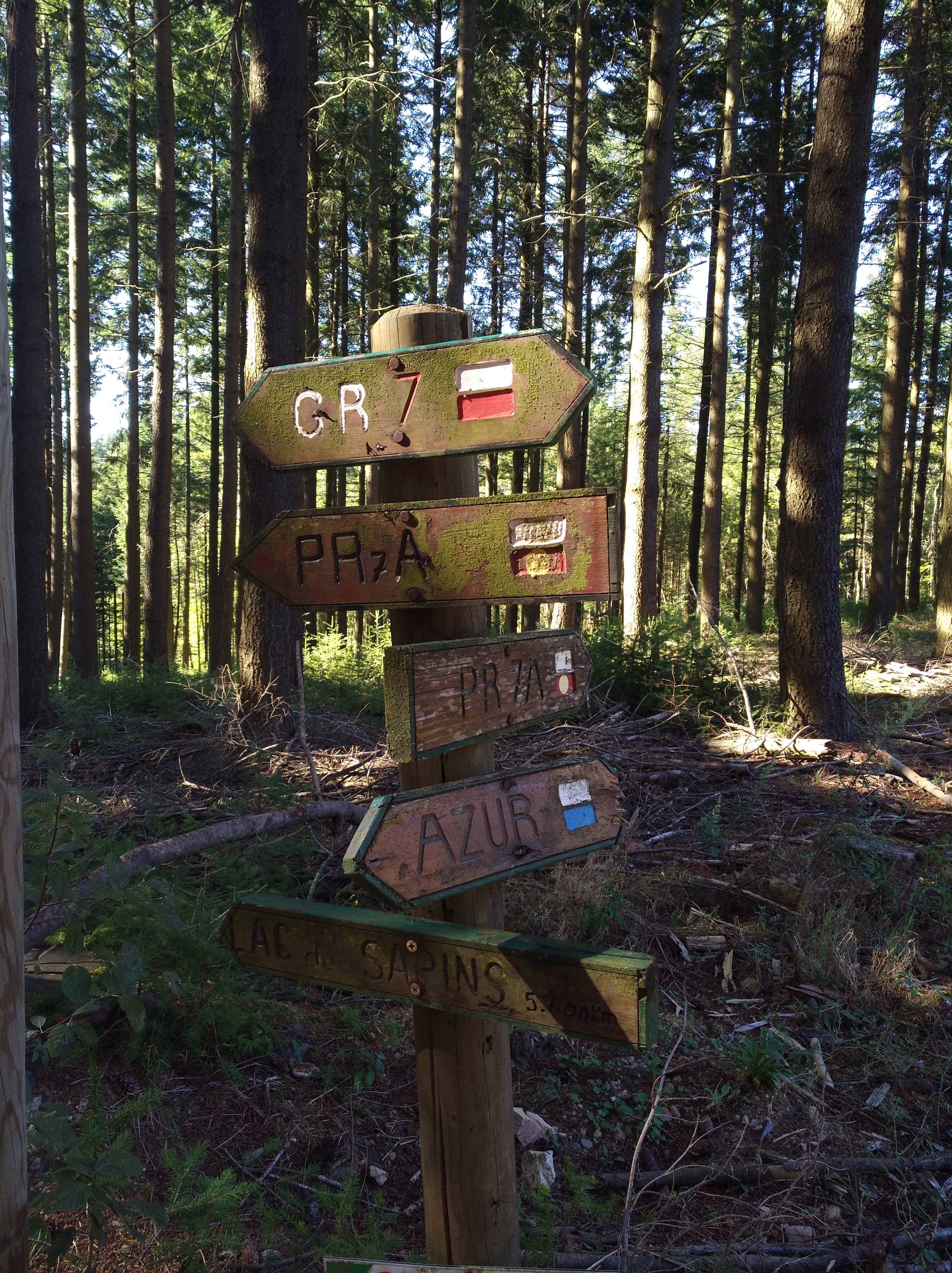
Panneau en bois indiquant le GR 7 dans les monts du Beaujolais.

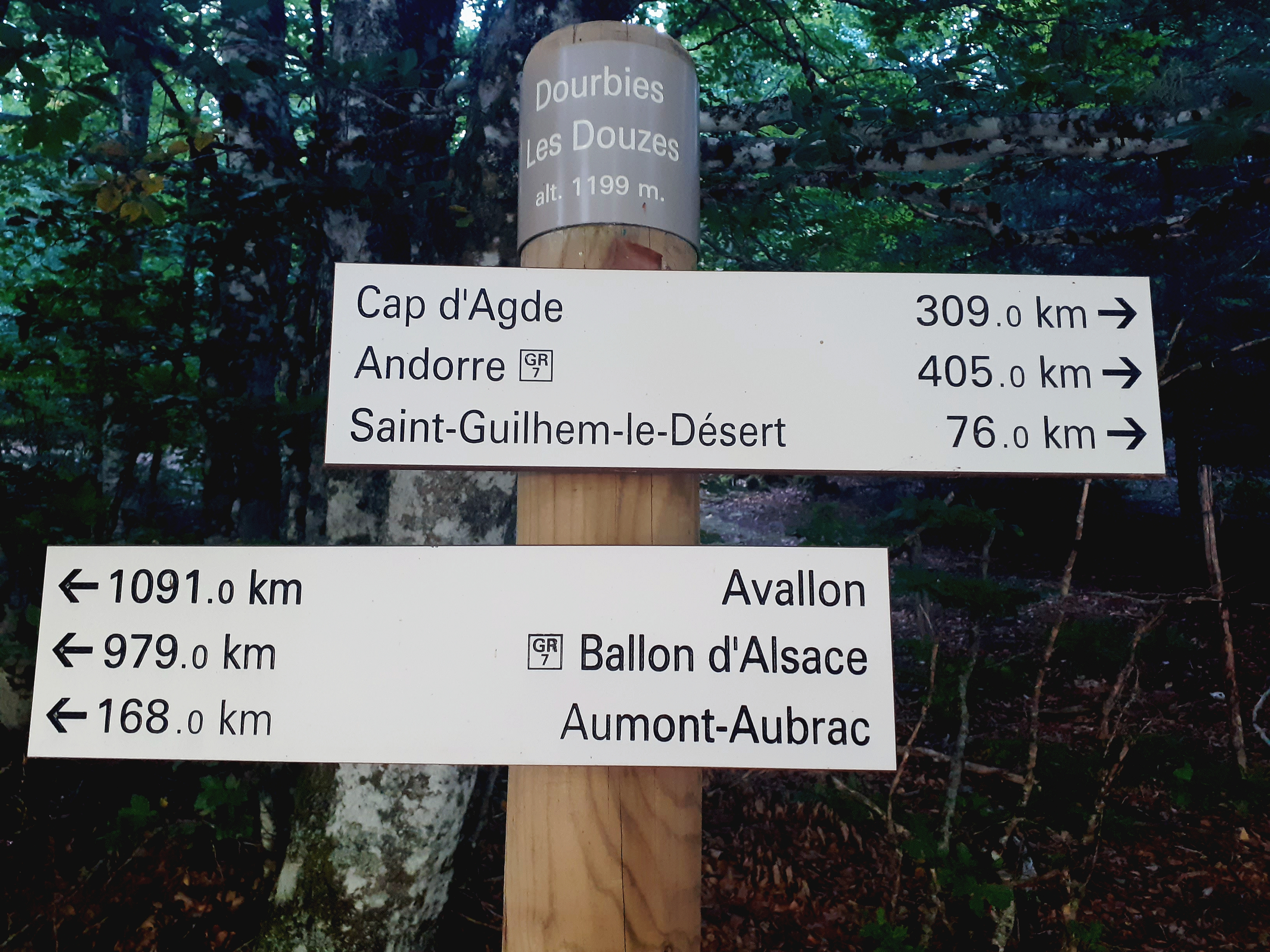
Panonceaux directionnels sur le GR7 indiquant dans les Cévennes les extrémités du parcours.

⌂ Le Ballon d'Alsace (1 247 m), aux confins des quatre départements des Vosges, de la Haute-Saône du Territoire de Belfort et du Haut-Rhin
⌂ Le Ballon de Servance (1 216 m), mais le sentier ne passe pas au sommet), en Haute-Saône.
Dans les Vosges
○ Le Thillot
○ Rupt-sur-Moselle
○ Remiremont
○ Xertigny
○ Vioménil : source de la Saône (392 m)
○ Darney
○ Lamarche
Dans la Haute-Marne
○ Bourbonne-les-Bains
○ Varennes-sur-Amance
○ Langres
○ Auberive
Dans la Côte-d'Or
○ Grancey-le-Château
Il croise le début du GR 2 à Sainte-Foy, hameau de Val-Suzon
○ Dijon
○ Nolay
Dans la Saône-et-Loire
○ Givry
○ Buxy
○ Mont-Saint-Vincent
○ Saint-Bonnet-de-Joux
○ Matour
Dans le Rhône
○ Monsols
○ Col des Écharmeaux (712 m)
○ Amplepuis
Dans la Loire
○ Violay
○ Saint-Chamond
○ La Jasserie
○ Le crêt de la Perdrix (1 432 m)
○ Le col de la Croix de Chaubouret (1 201 m)
○ Le Bessat
○ Le col de la République (1 161 m)
Dans la Haute-Loire
○ Le col du Sapet (1 089 m)
○ Saint-Bonnet-le-Froid
Dans l’Ardèche
○ Saint-André-en-Vivarais
○ Devesset
○ Saint-Agrève
Dans la Haute-Loire
○ Les Vastres
○ Fay-sur-Lignon
○ Le col de la Croix de Peccata (1 559 mètres)
Dans l’Ardèche
○ Le mont Mézenc (1 754 m)
○ Sainte-Eulalie
○ Le col de la Chavade (1 266 m)
○ Le col du Bez (1 229 m)
Dans la Lozère
○ La Bastide-Puylaurent
○ Belvezet
○ Le Bleymard
○ Le mont Lozère (1 699 m)
○ Barre-des-Cévennes
Dans le Gard
○ Col de la Serreyrède (1 299 m)
○ Valleraugue
○ Le Vigan
Dans l’Hérault
○ Lodève
○ Lamalou-les-Bains
○ Col de Fontfroide (972 m)
○ Intersection GR 77 au Saut de Vézoles (pointe sud du lac de Vézoles)
Dans le Tarn
○ Labastide-Rouairoux
○ Mazamet
○ Les Cammazes
Dans l’Aude
○ Saissac
○ Saint Papoul
○ Fanjeaux
Dans l’Ariège
○ Malegoude
○ Mirepoix
○ Lagarde
○ Camon
○ Montbel - séparation sur cette commune des variantes du tracé 7A (vers l'Aude) - 7B dans l'Ariège
Dans l’Aude - Variante 7A
○ Chalabre
○ Col des Tougnets (558 m)
○ Puivert
Dans sa variante 7A suit à partir de Puivert la route Vauban - route qui permettait, lors de sa création, d'alimenter la forteresse de Mont-Louis.

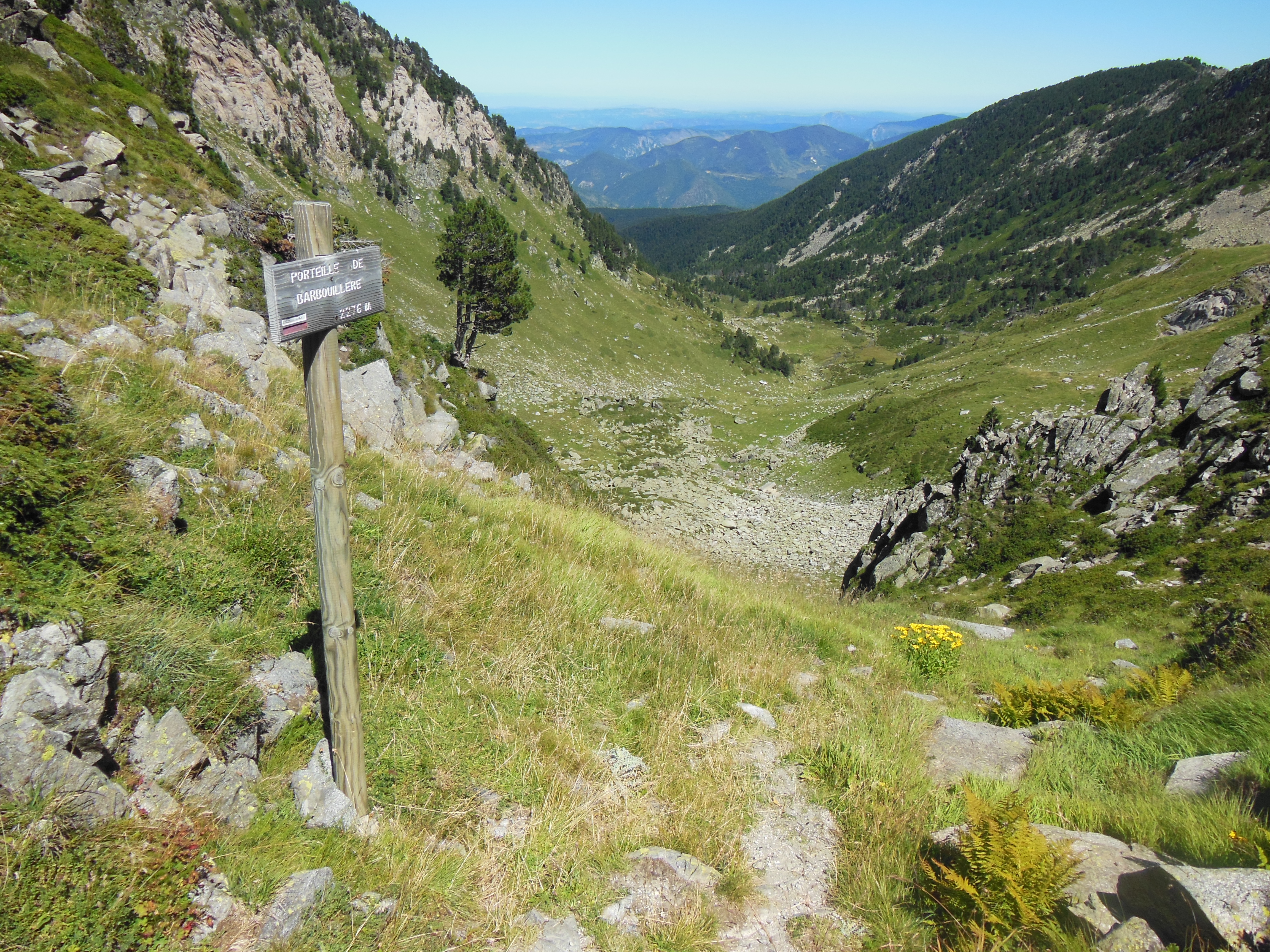
La porteille de Barbouillère, Mijanès, Ariège (jonction des variantes 7A et 7B, sur la ligne de partage des eaux qui sépare la façade méditerranéenne de la façade atlantique).

○ Rodome
○ Fontanès-de-Sault
○ Campagna-de-Sault
Dans l’Ariège Variante 7A
○ Château d'Usson (Ariège)
○ Rouze
○ Mijanes
Dans l’Ariège Variante 7B
○ La Bastide-sur-l'Hers
○ Montségur
○ Gorges de la Frau
○ Montaillou
○ Col du Pradel (limite avec l'Aude)
Dans l’Aude Variante 7B
○ Comus
Dans l’Ariège fin des variantes
○ Refuge d'en Beys (vallée d'Orlu)
○ Portella d'Orlu (2 403 m)
Dans Les Pyrénées-Orientales
○ Étang de Lanoux (croisement avec le GR 10)
○ Porta
○ Portella Blanca d'Andorra (2 521 m) randonnée difficile, autre possibilité par le col de Puymorens (1 920 m)
Dans la principauté d’Andorre
○ Cirque des Pessons
○ Grandvalira
○ Andorre-la-Vieille (1 409 m) Fin du GR7.
Prolongation E4 vers le Cap Saint-Vincent au Portugal :
○ Escaldes-Engordany
○ Vallée du Madriu-Perafita-Claror (refuge de Fontverd, refuge del Riu dels Orris, refuge de l'Illa)